# Labastide-d’Armagnac
Labastide-d’Armagnac település Franciaországban, Landes megyében. Lakosainak száma 680 fő (2022. január 1.). Labastide-d’Armagnac Cazaubon, Lannemaignan, Mauléon-d’Armagnac, Monclar, Betbezer-d’Armagnac, Le Frêche, Lagrange, Mauvezin-d’Armagnac és Saint-Justin községekkel határos.

## Népesség
A település népességének változása:
| Lakosok száma | 871  | 775  | 731  | 692  | 689  | 684  | 687  | 691  | 689  | 680  |
|               | 1968 | 1982 | 1990 | 2006 | 2013 | 2015 | 2017 | 2019 | 2020 | 2022 |